# Opsolasia
Opsolasia is een geslacht van insecten uit de familie van de echte vliegen (Muscidae), die tot de orde tweevleugeligen (Diptera) behoort.

## Soort
- O. orichalcea (Zetterstedt, 1849)